# Erika Costell
Erika Michaelann Costell (née le 12 novembre 1993) est une youtubeuse, mannequin et chanteuse américaine. En 2017, elle sort son premier single avec Jake Paul et Uncle Kade. La chanson a atteint le Billboard Hot 100.

## Biographie
Costell est née au Michigan et a 12 frères et sœurs. À l'âge de 16 ans, elle a commencé sa carrière de mannequin en continuant ses études secondaires. Elle a été représentée par Wilhelmina International et the DAN Talent Group. Après ses études secondaires, elle a étudié à la Middle Tennessee State University et obtient un baccalauréat universitaire en administration.
Erika possède une chaîne Youtube où elle met régulièrement différentes vidéos de type vlog, ou de musique.

## Discographie

### Singles
- 2017 : Jerika feat. Jake Paul et Uncle Kade
- 2017 : There For You
- 2018 : Chitty Bang feat. Jake Paul
- 2018 : Not Her
- 2018 : Karma
- 2018 : Girls Night
- 2018 : Dynamite
- 2019 : Queen
- 2019 : Thots Not Feelings
- 2019 : I Got It
- 2019 : Second
- 2019 : Numb

### EP
- 2019 : Don't Worry

## Prix et nominations
- 2018 : Star musicale du web aux Teen Choice Awards.